# Erich Hübner
Erich Hübner (* 2. März 1917 in Leipzig; † 23. Februar 1985 in Heidelberg) war ein deutscher Kirchenmusiker. Er war von 1951 bis zu seinem Tod Kantor in Heidelberg-Handschuhsheim, wurde 1956 Leiter des Heidelberger Bachchores, gründete 1967 die Heidelberger Kantorei, organisierte das 44. Deutsche Bachfest in Heidelberg 1969 und war ab 1974 Mitglied der Ständigen Konferenz für Kirchenmusik in der EKD. Er wurde mit dem Bundesverdienstkreuz ausgezeichnet.

## Leben
Er studierte ab 1936 Kirchenmusik am Kirchenmusikalischen Institut in Leipzig, musste sein Studium jedoch wegen des Zweiten Weltkriegs unterbrechen. Durch Kriegsgefangenschaft nach Heidelberg gekommen, setzte er sein Studium am dortigen Kirchenmusikalischen Institut bei Poppen fort.
Noch als Student wurde er 1945 Leiter des Posaunenchors an der Friedenskirche im Heidelberger Stadtteil Handschuhsheim. Nach Abschluss der Studien unterrichtete er selbst am Kirchenmusikalischen Institut, wurde Chorleiter und Organist in Mannheim-Rheinau und 1951 Kantor der Handschuhsheimer Friedenskirche. 1956 übernahm er nach Poppen die Leitung des Heidelberger Bachchores und organisierte als solcher das 44. Deutsche Bachfest in Heidelberg 1969. Er wurde Bezirks- und Landeskantor sowie Landesobmann der Badischen Kirchenmusiker und gründete 1967 die Heidelberger Kantorei. 1970 erhielt er das Bundesverdienstkreuz. 1972 wurde er als Professor an die Staatliche Hochschule für Musik in Berlin berufen, lehnte jedoch ab. 1974 wurde er zum Mitglied der Ständigen Konferenz für Kirchenmusik in der Evangelischen Kirche in Deutschland. 1978 wurde er durch die baden-württembergische Landesregierung zum Professor ernannt. Kurz vor seinem Tod wurde er außerdem für seine Verdienste um die Kirchenmusik mit der Karl-Straube-Plakette ausgezeichnet.
In Heidelberg-Handschuhsheim, wo er beigesetzt wurde, ist seit 2007 der Erich-Hübner-Platz nach ihm benannt.